# Los peces en el río
«Los peces en el río», también conocido como «Pero mira cómo beben», es un villancico navideño de autor desconocido que ha sido muy difundido en España —país donde se originó— y en el resto de la Hispanoesfera. Se cree que fue compuesto en el S.XVI.
Ha sido versionado por cantantes españoles, como Manolo Escobar, y de fuera de España, como el trío mexicano Pandora.

## Origen
El verso "La Virgen se está peinando", popular en el villancico "Los peces en el río", tiene un trasfondo literario que se remonta al Siglo de Oro español. Este verso está relacionado con una tradición de romances contrafacta, en la que textos seculares eran adaptados "a lo divino" para convertirlos en composiciones de contenido religioso.
En este caso, el romance profano "¿Cómo no cantáis, la bella?", documentado desde el siglo XVI, fue adaptado al ámbito espiritual y alcanzó gran difusión en la tradición oral moderna, donde se usó para resaltar la figura de la Virgen María. Muestra de ello se encuentra en una variante documentada por Carolina Poncet en 1914, la cual dice así: 
Está la Virgen sentada debajo de una palmera; 

los cabellos son de oro, la cinta de primavera. 

Por allí pasó José, diciendo de esta manera: 

¿Cómo no canta la blanca, cómo no canta la bella? 

¿Cómo quieres que yo cante, si estoy en tierras ajenas?
Esta adaptación contrasta con la versión original del romance, que actualmente se encuentra preservada únicamente en la tradición sefardita.
Otra de las variantes documentadas del verso "La Virgen se está peinando" aparece en el libro Costas y Montañas (Libro de un caminante) de Juan García, publicado en Madrid en 1871. Esta versión dice:
La Virgen se está peinando  

debajo de una palmera;  

los peines eran de plata,  

la cinta de primaveras.